# バーバラ・ケラーマン
バーバラ・ケラーマン（Barbara Kellerman, 1949年12月30日 - ）は、イギリスの女優。

## 来歴
マンチェスターに父ウォルター・ケラーマンと母マルセルの娘として生まれる。父ウォルターはナチス・ドイツから逃れてリーズに移住したユダヤ人の物理学教授で、母マルセルは第二次世界大戦中にフランスのレジスタンス運動に参加した作家・現代文教員だった。
ローズ・ブラッフォード・カレッジで演技を学んだのち、イギリス国内のテレビドラマや映画、ラジオドラマに数多く出演し、1988年から1990年にかけてBBCで放映されたテレビドラマ『ナルニア国ものがたり』では白い魔女などを演じて名を馳せた。
2007年にはアニータ・パリーを監督に起用して短編映画『The Lights of Santa Cruz』を製作し、映像作品のプロデュース業にも進出している。

## 人物
1975年に俳優のロビン・スコビー（1945年生まれ）と結婚したが、のちに離婚している。

## 出演作品

### 映画
| 公開年 | 邦題 原題                                                   | 役名               | 備考       |
| ------ | ----------------------------------------------------------- | ------------------ | ---------- |
| 1976   | ザ・ショッカー/女子学生を襲った呪いの超常現象 Satan's Slave | フランセス         |            |
| 1980   | シーウルフ The Sea Wolves                                   | クロムウェル夫人   |            |
| 1983   | マッド・デス The Mad Death                                  | アン・メイトランド | テレビ映画 |
| 1984   | アーサー王の死 Morte d'Arthur                               | グィネヴィア       | テレビ映画 |

### テレビドラマ
| 放映年    | 邦題 原題                                     | 役名                         | 備考                                                 |
| --------- | --------------------------------------------- | ---------------------------- | ---------------------------------------------------- |
| 1975      | スペース1999 Space: 1999                      | モニーク・バウチャー         | シーズン1 第8話『宇宙墓場の怪獣現わる!』             |
| 1979      | 特捜班CI-5 The Professsionals                 | シルヴィー                   | シーズン3 第7話『頂上作戦 組織再興 皆殺しのバラ―ド』 |
| 1980      | 悪魔の異形 Hammer House of Horror             | ローリー・モートン           | シーズン1 第4話『ウサギの詩』                        |
| 1988-1990 | ナルニア国ものがたり The Chronicles of Narnia | 白い魔女 / 鬼婆 / 緑の衣の女 | 11エピソード                                         |